# Josef Zvěřina
ks. Josef Zvěřina (ur. 3 maja 1913 w Střítežu na Morawach, zm. 18 sierpnia 1990 w Nettuno we Włoszech) – katolicki kapłan, teolog i filozof, sygnatariusz Karty 77.

## Życiorys
Studiował teologię w Papieskim Ateneum Laterańskim w Rzymie. Tam też został wyświęcony na kapłana 11 lipca 1937 r. Od 1938 do 1942 pracował w parafiach w Pilźnie i Pradze. W 1942 aresztowany przez Gestapo, był przez 13 miesięcy internowany. Po zakończeniu II wojny światowej został proboszczem parafii Św. Mikołaja w Pradze. W latach 1946–1947 studiował w Pradze historię i archeologię. W 1948 rozpoczął pracę na fakultecie teologicznym Uniwersytetu Karola w Pradze, zajmując się archeologią i sztuka chrześcijańską. 18 czerwca 1950 obronił na Uniwersytecie pracę doktorską z teologii. Po zamknięciu fakultetu odbywał trzynastomiesięczną służbę wojskową. 24 stycznia 1952 został aresztowany, a następnie skazany na karę 22 lat pozbawienia wolności za „szpiegostwo” i „zdradę stanu”. Został uwolniony w grudniu 1965. Przez kolejne trzy lata pracował fizycznie. W okresie Praskiej Wiosny wydawał razem z Oto Mádrem teologiczne pismo „Via”. Zaangażowany był w nieformalna inicjatywę Dzieło odnowy soborowej (Dílo koncilové obnovy DKO), której celem była recepcja Soboru Watykańskiego II w Kościele czeskim. W 1969 pracował przez kilka miesięcy na Fakultecie Teologicznym Cyryla i Metodego w Litomierzycach (przeniesionym tam po likwidacji Wydziału Teologicznego na Uniwersytecie Karola), gdzie się habilitował. Od 1970 do 1974 był proboszczem w parafii w miejscowości Praskolesy. Następnie cofnięto mu państwowe pozwolenie na wykonywanie posługi kapłańskiej i zmuszono do wcześniejszej emerytury. Aktywnie wspierał kościół podziemny, jeżdżąc po kraju z wykładami i konferencjami. Był sygnatariuszem deklaracji założycielskiej Karty 77. Początkowo był krytyczny wobec nadmiernie jego zdaniem ostrożnej postawy kardynała Františka Tomáška wobec inicjatyw niezależnych. W latach 80. został jednak jednym z najbliższych doradców kardynała obok Oto Mádra i Tomáša Halika i wpłynął na jego otwarcie się na aspiracje wolnościowe czeskich katolików. W 1988 otrzymał doktorat honoris causa Uniwersytetu w Tybindze. W 1990 został honorowym dziekanem reaktywowanego wydziału teologicznego Uniwersytetu Karola, ale na skutek sporów wewnątrz wydziału nie miał większego wpływu na pracę uczelni. W tym samym roku założył i został pierwszym prezesem Czeskiej Akademii Chrześcijańskiej. Zmarł nagle w czasie wizyty we Włoszech.

## Odznaczenia
- Order Tomáša Garrigue Masaryka II Klasy – CSRF, 1991, pośmiertnie[1][2]